# Scarus persicus
Scarus persicus és una espècie de peix de la família dels escàrids i de l'ordre dels perciformes.
Poden assolir els 50 cm de longitud total i els 1.500 g de pes. Es troba des del Golf Pèrsic fins al sud d'Oman.